# ناجي سيد
ناجي سيد (1967  -  ) رياضي من الإمارات العربية المتحدة. نافس في سباق الطريق ضد الساعة في دورة الألعاب الأولمبية الصيفية لعام 1988.

## روابط خارجية
- ناجي سيد على موقع أوليمبيديا (الإنجليزية)